# Конфуціанські святині в Цюйфу
Конфуціанські святині в Цюйфу — це три конфуціанські святині («Цюйфу сань Кун»), розташовані на території сучасного міста Цюйфу (провінція Шаньдун), на місці якого знаходилася столиця царства Лу, батьківщини Конфуція. До них належать: храм Конфуція — Кунмяо, родовий маєток Конфуція та його нащадків — Кунфу (Маєток Кунів) і кладовище роду Кун — Кунлінь («Ліс Кунів»). У 1994 році храм, садиба і цвинтар Конфуція були занесені ЮНЕСКО до Списку світової культурної спадщини.

## Храм Конфуція

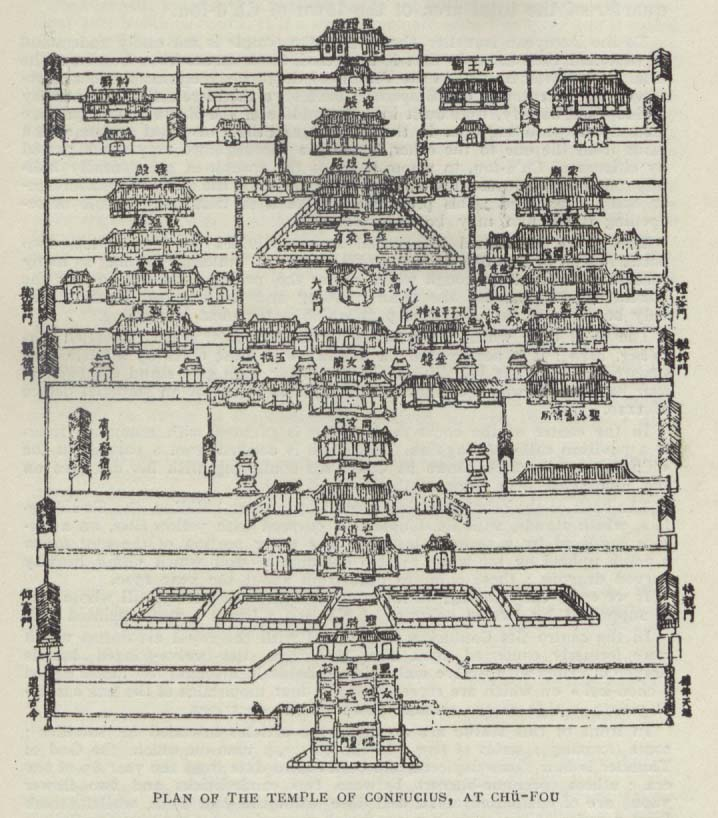
План храму Конфуція, 1912 р.

Храм Конфуція — місце для присвячених вчителю жертвоприношень імператорів, був побудований в 478 році до н. е. (через рік після смерті Конфуція), й спочатку він мав три зали. Зазнаючи постійних перебудов, остаточний вигляд храмовий ансамбль отримав в епоху Мін (1368—1644), згодом постраждав під час пожежі, але був відновлений в 1725 році за указом цінського імператора Іньчженя. На сьогоднішній день храм займає 218 тисяч м², складається з 9 дворів, з'єднаних між собою численними воротами і павільйонами, нараховує 466 окремих приміщень та 54 меморіальних арки. За всю історію Кунмяо в Цюйфу 11 імператорів 19 разів приїжджали сюди для здійснення жертвопринесень духу «наймудрішого».

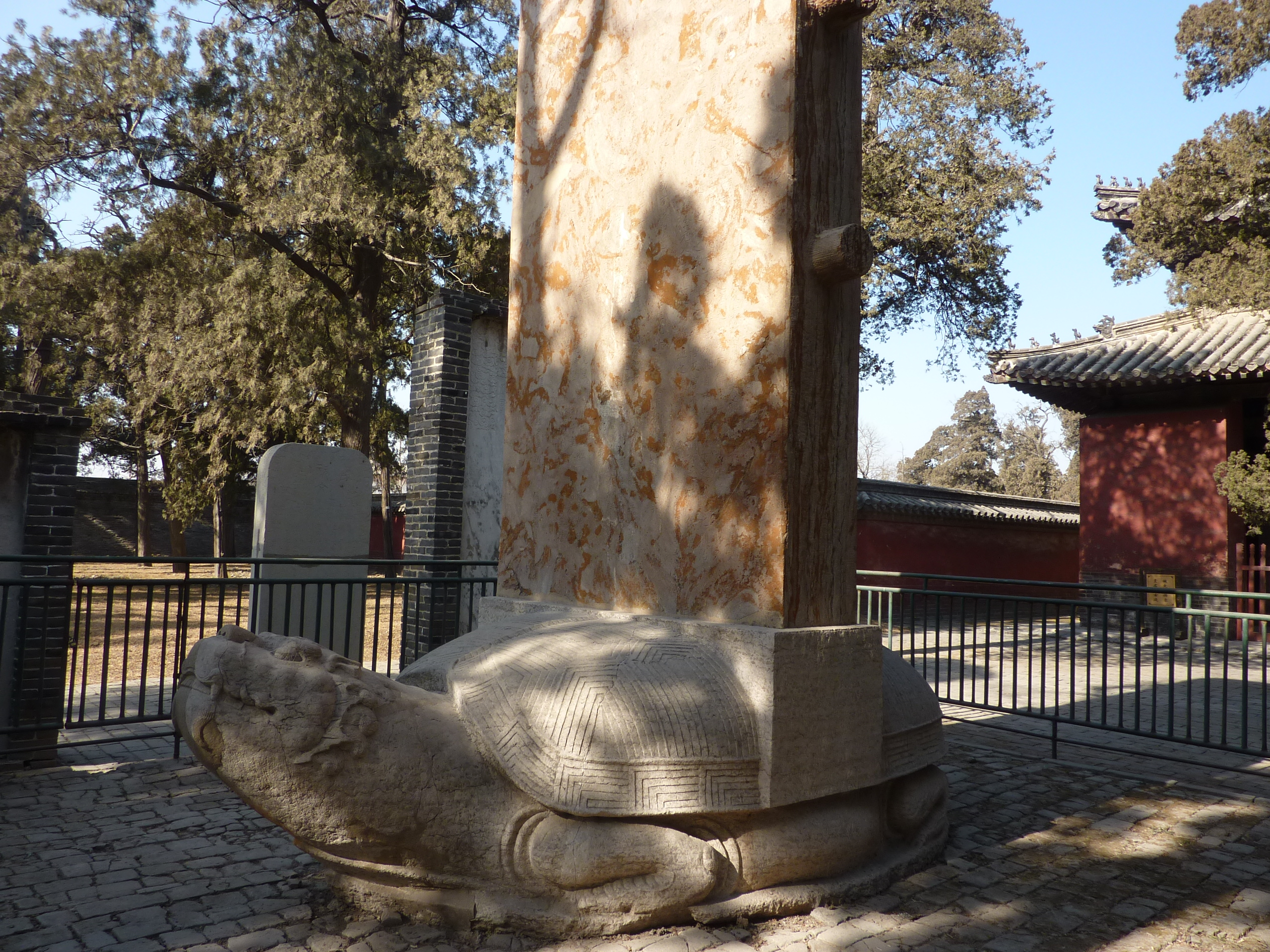
Стела імператора Чжу Ютана, присвячена ремонту храму в 1504 р.

Храм побудований за принципом імператорського палацу, головні споруди якого розташовані на центральній осі, орієнтованій з півдня на північ, допоміжні — збудовані симетрично, зліва і справа. Сам храм займає строго прямокутну територію, оточену загальною стіною з червоної цегли. В основі композиції — принцип нарощування масштабності архітектурних споруд, розділених квадратними дворами із поступовим збільшенням в міру наближення до центральної, найвищої будівлі. Двори вимощені кам'яними плитами. На території храму височіє цілий ліс кам'яних стел (більше 2100 шт.), покритих текстами, що прославляють Конфуція. Кілька десятків з них встановлені на черепахах-п'єдесталах. Тут збереглася і реліквія, пов'язана з життям Конфуція, — древній колодязь дому Кунів.
Головною будовою храмового ансамблю, розташованою по осі північ — південь, є «Дачендянь» (Палац Великого звершення / Великих звершень). Ця споруда з найбільшим числом ярусів, червоними стінами і дахом, покритим яскраво-жовтою глазурованою черепицею. Він має 34 метри в довжину, ширина його зі сходу на захід становить 54 метри. У центрі зали встановлена статуя Конфуція, праворуч і ліворуч від нього — статуї його учнів та послідовників. Перед павільйоном — платформа висотою 2 м, це — вівтар, на якому імператори в усі епохи здійснювали ритуал жертвоприношень Конфуцію. Зі східного і західного боків павільйону «Дачендянь» розташований ряд будівель, де зберігаються поминальні таблички 156 знаменитих послідовників конфуціанського вчення всіх епох. Перед палацом знаходиться павільйон, в центрі якого стоїть альтанка XI століття, звана Сінтань («Абрикосовий вівтар»). За переказами, саме тут Конфуцій проводив заняття з учнями.
У східній прибудові храму знаходиться відтворений будинок самого Конфуція — проста невелика селянська садиба, яку побудували саме там, де в давнину дійсно стояв дім Конфуція.
Також на території храмового комплексу знаходяться: павільйон «Цаншулоу» («Сховище книг»), павільйон «Шенцзідянь» («Діяння Мудрого»), павільйон «Куйвеньге» («Великі твори»), альтанка «Юйбейтін» («Стела найвищих вказівок»), храм «Цішенси», присвячений батькам Конфуція.
За своїми масштабами цей архітектурний ансамбль поступається лише імператорському Палацу Гугун.

## Маєток Конфуція
Маєток Конфуція, площею в 160 тис. м², знаходиться на схід від Храму Конфуція і складається з 480 приміщень. У ньому проживали нащадки старшого онука по прямій лінії спадкоємців Конфуція.

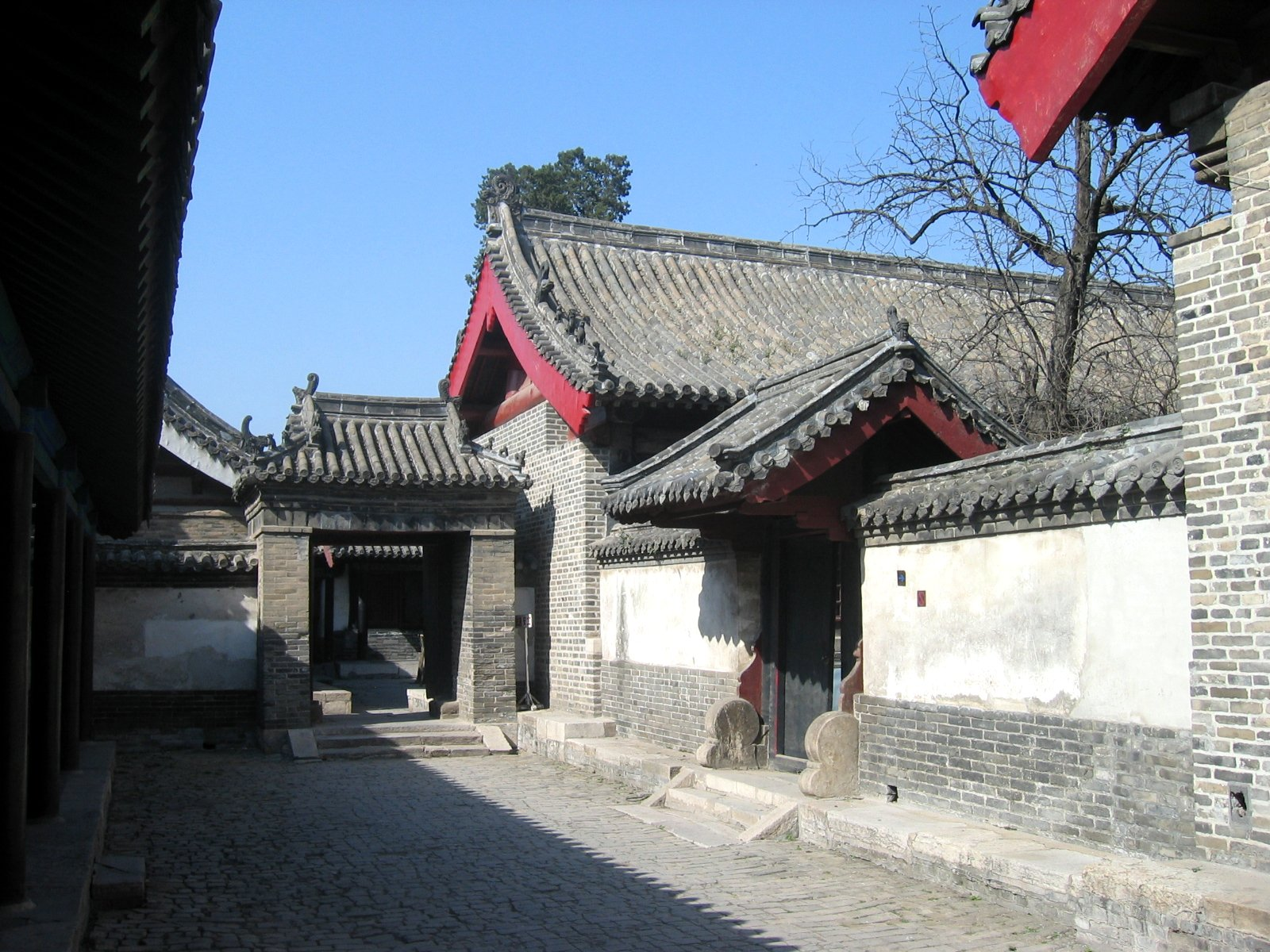
У маєтку Конфуція

У 195 році до н. е. нащадки Конфуція отримали від імператора перший титул. З того часу рід став користуватися незліченними почестями. У 1055 році імператор Чжао Чжень заповів нащадку Конфуція в 46-му поколінні титул «Яньшен-гун» — «продовжувач роду з покоління в покоління», і з того часу маєток перетворився на справді архітектурний ансамбль. Цей титул передавався в роду Конфуція аж до 1935 року, коли його володарем був нащадок Конфуція в 77-му поколінні. Володарю титулу «Яньшен-гун» доводилося здійснювати жертвопринесення Конфуцію і бути продовжувачем роду. В історії Китаю не було жодного роду, який би понад 1000 років незмінно користувався таким високим суспільним становищем, як рід Конфуція.
Згідно з правилами роду, нащадки старшого онука по прямій лінії успадкування мали з покоління в покоління жити в Маєтку Конфуція в повіті Цюйфу. Головні споруди розташовуються незмінно на центральній осі з півдня на північ і підрозділяються на східну, західну і центральну частини. У східній частині знаходяться дім та майстерні, західна частина служила місцем для прийому гостей і читання трактатів, в центральній частині знаходяться головні будови цього архітектурного ансамблю: передня частина — службове приміщення, задня — житловий комплекс.

## Гробниця Конфуція

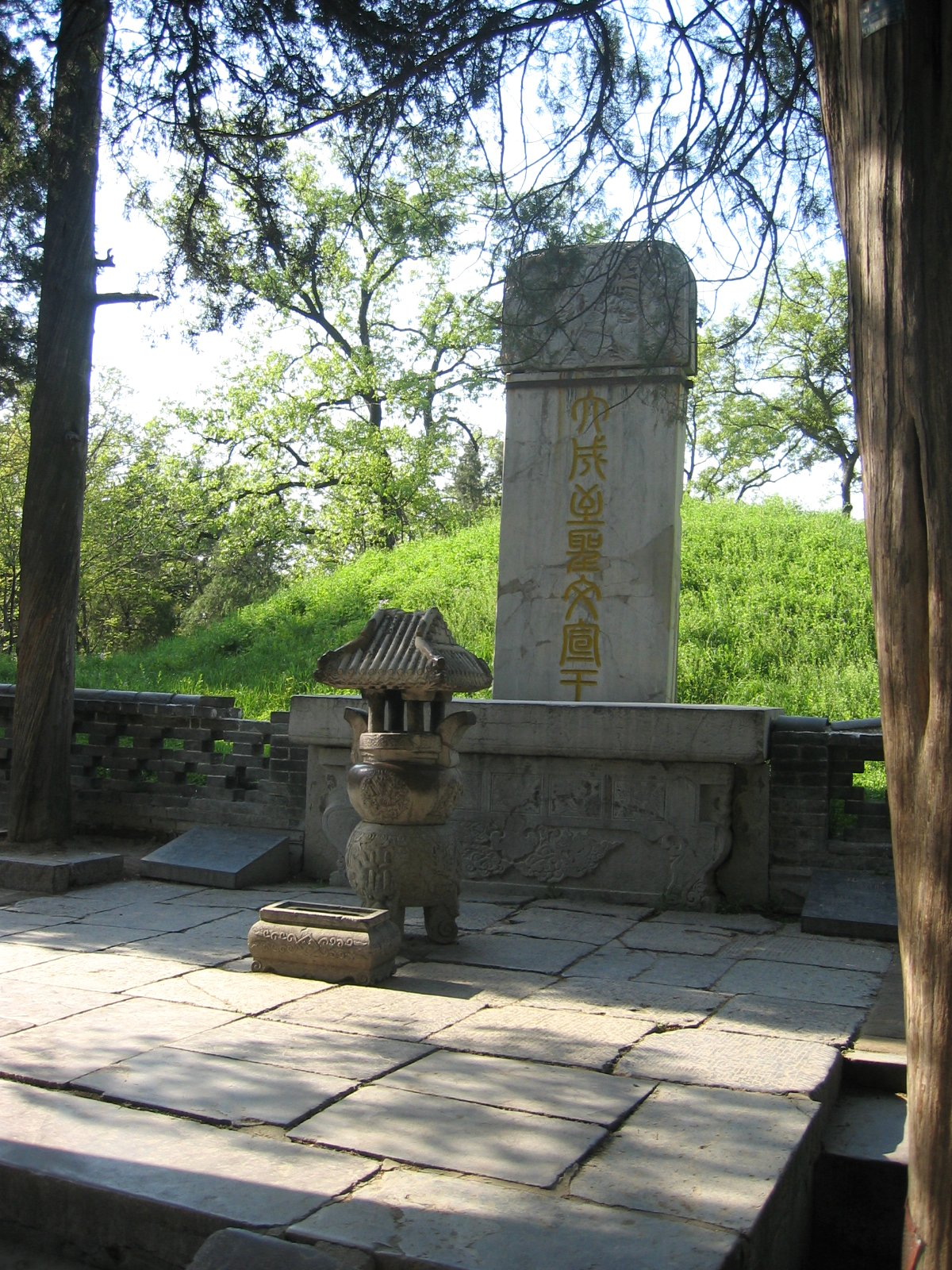
Могила Конфуція

На відстані 1 км на північ від маєтку Конфуція, поза міською стіною Цюйфу, знаходиться Ліс Конфуція. Це величезний парковий комплекс, який є родовим кладовищем роду нащадків Конфуція (роду Кун). Тут покоїться прах самого Вчителя і тисяч його нащадків. В даний час на території цього цвинтаря, площа якого 2 кв. км, налічується понад 100 тис. могил, 3600 надгробних каменів, 200 статуй, 30 будівель та понад 5000 кам'яних стел з епітафіями. Серед них виділяються поховання «князів Яньшенських» (Яньшен-гун) — нащадків Конфуція по старшій лінії, які займали роль феодальних правителів Цюйфу і глав роду Кун. Їхні могили, як і поховання деяких інших особливо видатних членів роду Кун, відзначені меморіальними черепахами, стелами і кам'яними статуями (скульптури людей і тварин).

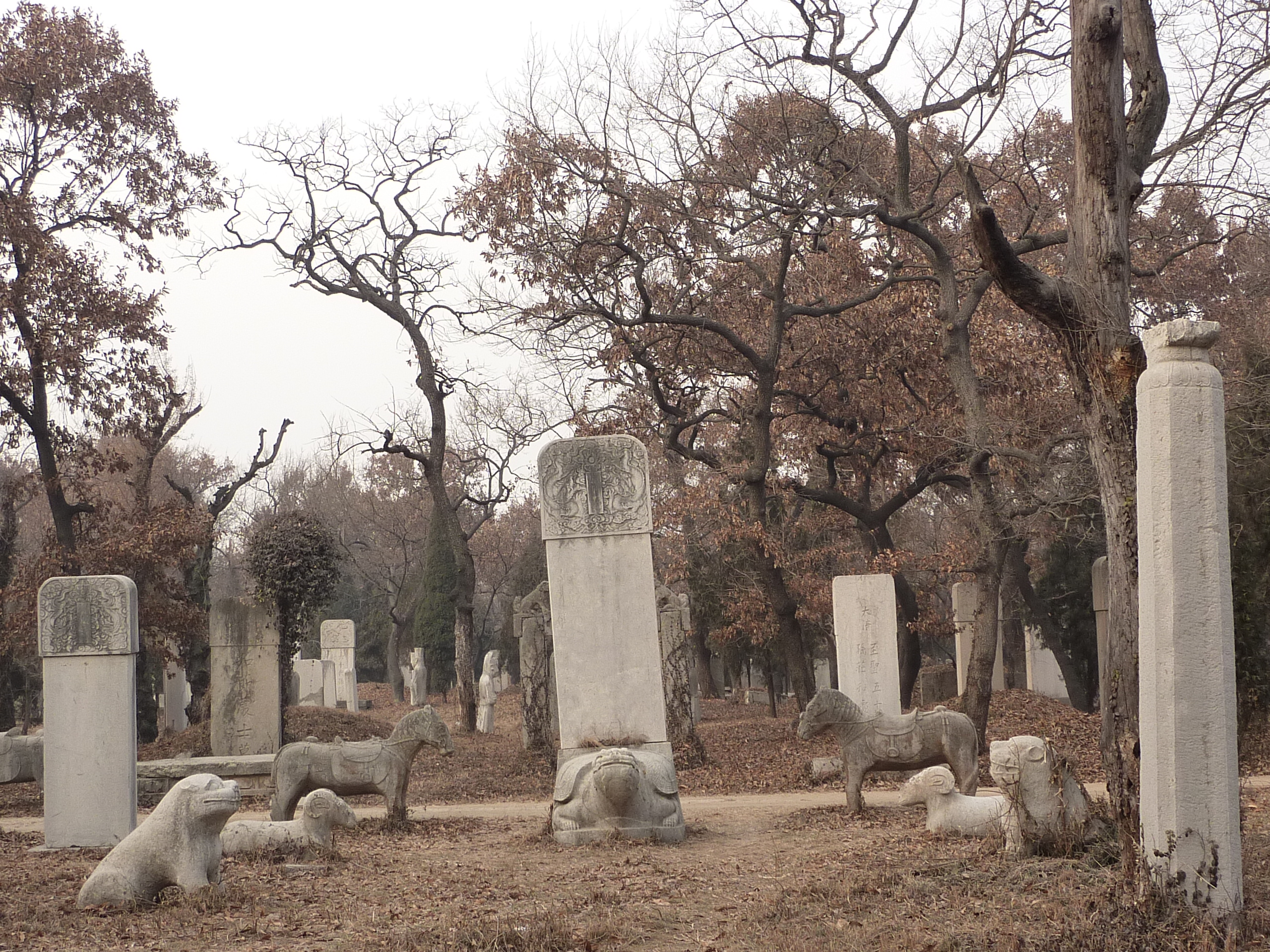
Типовий похоронний комплекс одного з «князів Яньшенських» часів пізньої династії Мін

Це кладовище — найдавніше і одне з найбільших родинних кладовищ в світі.
При в'їзді на кладовище — великі ворота, що охороняються парою кам'яних левів. У центрі цвинтарного Лісу знаходиться могила Конфуція. Могильний пагорб (висота 6 м, діаметр 12 м) насипаний у формі кінського крупа: така форма, згідно з давньою (епоха Чжоу, XI—III ст. до н. е.) традицією, була характерною для насипів над похованнями можновладних осіб (князі Чжу хоу, глави володінь). Біля підніжжя пагорба розташовуються дві кам'яні плити (стели) з вигравійованими написами. На одній з них, датованій 1244 роком, написано «Сюань шен му» («Могила досконалого мудреця»). На другий стелі (1443 рік) відтворюється прийнятий до XVI в. титул Конфуція «Так-чен чжи-шен вень-сюань-ван му» («Могила Царя, який сягнув великими звершеннями досконалої мудрості і досконалості в освіченості»). Могила обнесена червоною стіною, довжина стіни близько 1 км.
Праворуч від могили Конфуція знаходиться могила його сина, а з південного боку — могила онука. Відповідно до правил роду Конфуція, на цьому кладовищі заборонялося ховати померлих наступних 4 категорій: які не досягли 18 років; засуджених до смертної кари злочинців; одружених жінок; ченців і черниць.
На захід від могили Конфуція знаходиться комплекс будівель, призначених для зберігання поминальних табличок і відправлення служб. До них приєднуються будівля і стела, зведені в пам'ять про хатину, де мешкав учень Конфуція Цзи-гун. Ліс Конфуція — це рукотворний парк, де росте понад 20 тисяч дерев, вік яких нараховує більше 1000 років, в тому числі 100 тисяч гігантських дерев.